# Tobias de Bourgogne
Tobias de Bourgogne ou Tobias ou Tobie ou Tobia de Vienne ou Tobias ben Elie (Elijah) de Vienne en Bourgogne, est un tossafiste français du XIIIe siècle.

## Biographie
Tobias de Bourgogne est probablement un élève et un ami d'Isaac ben Abraham de Dampierre (fils du Ri), aux funérailles duquel il assiste en 1210. 
Vienne, où le rabbin demeure, est une ville de l'ancienne province du Dauphiné en France - et un temps capitale de la Bourgogne - où des Juifs habitent depuis le Xe siècle,.  Ils y disposent au XIIIe siècle d'une belle synagogue,. Ils demeurent dans le quartier de « la Juiverie » jusqu'au début du XXe siècle. En 1289, se tient le concile provincial de Vienne et l'archevêque Guillaume de Livron impose le port infamant de la rouelle cousue sur les vêtements des Viennois juifs. 
Tobiah ben Elijah est un tossafiste français du XIIIe siècle, commentateur du Talmud. Il fait partie des érudits viennois les plus connus avec son élève Abraham ben Ephraïm, et Yaḳar de Vienne (Yaḳar ben Moïse de Bourgogne). 
Il est l'auteur d'un commentaire sur le Pentateuque et de poèmes liturgiques.
« Des auteurs des XIIIe et XIVe siècles parlent de Tobie comme d'un professeur de droit très éminent ; il est également connu comme commentateur de la Bible et poète liturgique. Il semble qu'il ait écrit une œuvre de casuistique très importante, d'où sont tirées les nombreuses décisions citées en son nom. Son élève Abraham ben Ephraïm fait souvent référence, dans son « Sefer ha-Mizwot », à Tobie comme à une autorité ».